# ダブルデイ・フィールド
ダブルデイ・フィールド（Doubleday Field）は、アメリカ合衆国ニューヨーク州クーパーズタウンにある野球場である。

## 解説
クーパースタウンが「野球誕生の地」と呼ばれる所以は、1905年にアルバート・スポルディングらにより組織された『野球起源調査委員会』（ミルズ委員会）の調査結果として、「1839年にアメリカ陸軍のアブナー・ダブルデイ将軍が、草むらでボールを打って走るだけの遊びを、グラウンドにベースを埋め込むことで“Baseball”という一つの競技として確立させた。そのベースが埋め込まれた場所に建てられたのがこのダブルデイ・フィールドである」という説（ダブルデイ説）を発表したのが元になっている（これは後に作り話であったことが判明した）。

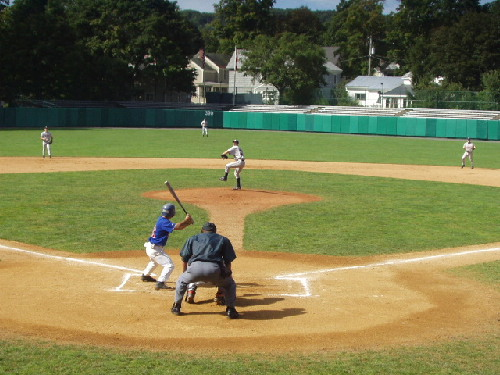
ダブルデイ・フィールド

1917年にクーパーズタウン唯一の野球場がある土地に病院が建設されることが決まったが、「野球誕生の地」から野球場が消えることを危惧した地元市民がボランティアを結成し、土地を買い取っていった。1920年9月6日にはダイアモンドが完成し、試合が開催された。
1923年にはクーパーズタウン村がその土地を購入。Works Progress Administrationというグループの援助も受け、翌1924年から球場としての設備を整えていった。1939年（野球殿堂オープンの年でもある）には鉄筋コンクリート製の内野席や木製の外野席が完成し、グラウンドも整備された。レッドソックスオーナーのトム・ヨーキーが1959年に一塁側観客席を寄贈し、この球場の基本形が完成。以来、大きな増改築は行われていない。
普段は少年野球などに使われる。1939年から毎年メジャーリーグベースボール(MLB)の2球団による奉納試合が殿堂入りの表彰式と同じ週末に行われるのが恒例行事だったが、この奉納試合はMLB球団の日程調整の問題から、2008年を最後に取りやめとなることが決まった。
なお、日本のチームとしてダブルデイ・フィールドで初めて試合を行ったのは、1999年夏の日本高校選抜チーム（朝倉健太らがメンバーに入っていた）である。